# 赵峰 (1972年)
趙峰，男，中共政治人物，中共黨員、高級工程師、現任海南省人民政府副省長

## 生平
本科畢業於哈尔滨科学技术大学，拥有工学学士学位。

### 中国人寿任職
歷任中国人寿保险（集团）公司首席信息技术官兼金融科技部总经理，中国人寿财产保险股份有限公司副总裁，中国人寿财产保险股份有限公司首席信息技术执行官兼信息技术部总经理。

### 中国太平保险任職
歷任中国太平保险（卢森堡）有限公司董事长、中国太平保险集团（香港）有限公司和中国太平保险控股有限公司副总经理，兼任太平金融服务有限公司董事长。

### 調任海南、升任副省級
2025年3月，獲委任為海南省人民政府黨組成員、同年5月獲委任海南省人民政府副省長。